# 吉林省自然博物馆暨东北师范大学自然博物馆

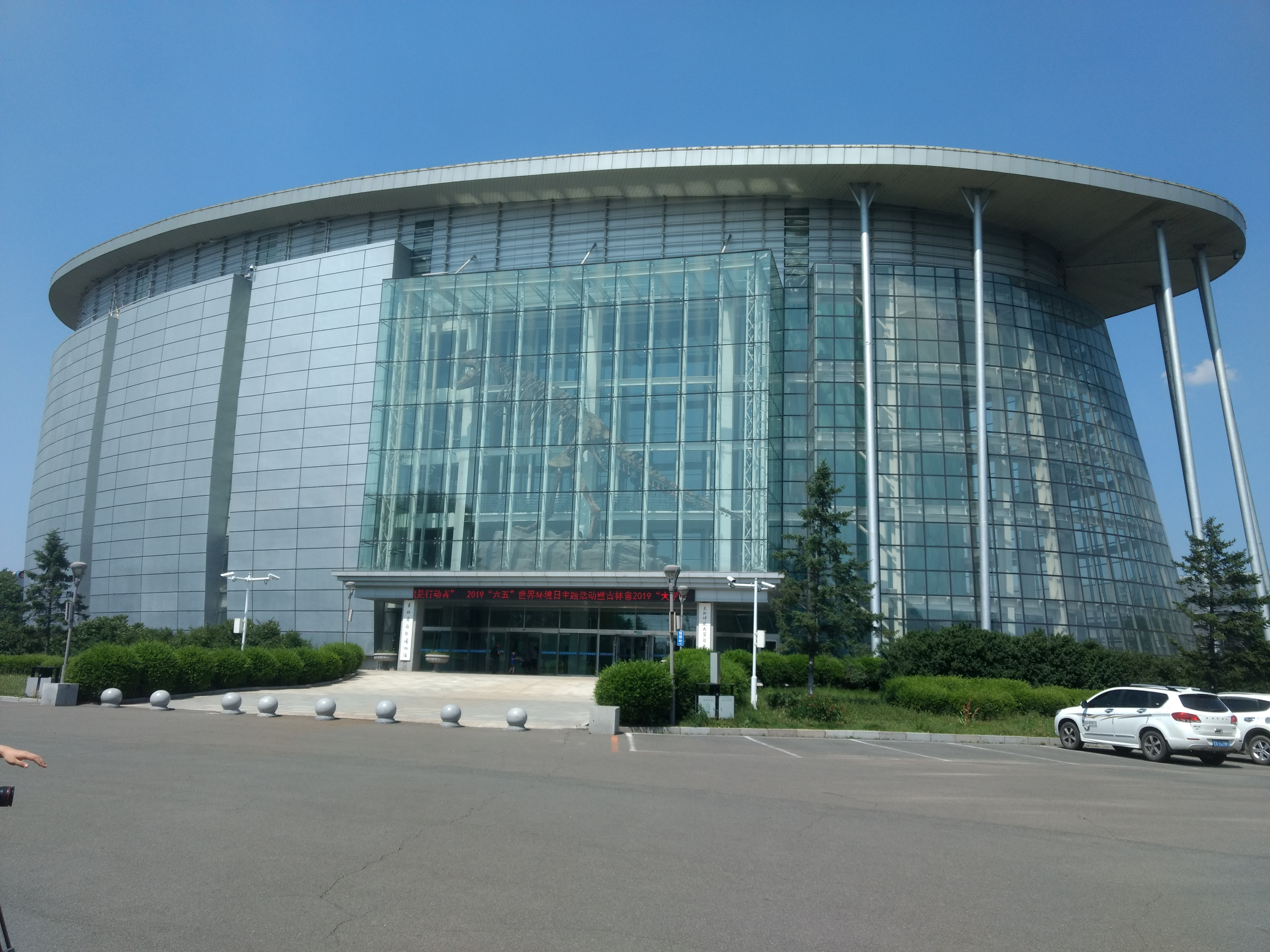
吉林省自然博物馆暨东北师范大学自然博物馆

吉林省自然博物馆暨东北师范大学自然博物馆是东北师范大学所属的一座综合性自然历史博物馆，位于吉林省长春市。馆藏自然标本共88726件，其中有植物23353件，脊椎动物2899件，昆虫59000件，化石1309件，岩矿2201件。标本多以反映吉林省环境资源为主。设有馆藏珍稀动物、运动中的地球、山之魂、林之韵、蝴蝶谷、鸟之灵、兽之趣、化石世界等十几个基本陈列。

## 历史
吉林省自然博物馆前身为吉林省博物馆自然部，创建于1987年5月12日，2001年划归东北师范大学。